# Macrovalvitrematoides micropogoni
Macrovalvitrematoides micropogoni is een soort in de taxonomische indeling van de platwormen (Platyhelminthes). De worm is tweeslachtig en kan zowel mannelijke als vrouwelijke geslachtscellen produceren. De soort leeft in zeer vochtige omstandigheden.
De platworm behoort tot het geslacht Macrovalvitrematoides en behoort tot de familie Macrovalvitrematidae. De wetenschappelijke naam van de soort werd voor het eerst geldig gepubliceerd in 1949 door Pearse.